# Torpille Mark 27
La torpille Mark 27 est la première torpille pour sous-marins de 19 pouces (48 cm) lancée par la marine américaine.
Cette torpille à propulsion électrique mesurait 125 pouces (3,175 m) de long et pesait 1 174 livres (534 kg). La torpille utilisait un système de guidage acoustique passif et était destinée à la fois aux cibles sous-marines et de surface. Surnommé « Cutie » par les équipages des sous-marins, le Mark 27 est entré en service en 1943 comme arme défensive. La torpille est classée comme obsolète dans les années 1960.
Le Mark 27 était essentiellement une mine Mark 24 qui avait été modifiée pour le lancement sous-marin dans un tube lance-torpilles immergé de 21 pouces (53 cm) par l'ajout de goujons de guidage en bois de 1 pouce (25 mm) montés sur la coque extérieure de la torpille.

## Modifications et améliorations
La torpille Mark 27 Mod 4 fut conçue par l'Ordnance Research Laboratory de l'Université d'État de Pennsylvanie en 1946 en tant que version améliorée de la Mark 27. 
Entièrement compatible avec les systèmes de conduite de tir à réglage électrique grâce à l'utilisation du câble ombilical standard à 65 broches, cette arme équipa les sous-marins pendant une dizaine d'années. Elle fut retirée du service en 1960 avec l'introduction de la torpille Mark 37.